# 舒勃尼科夫-德哈斯效应
舒勃尼科夫-德哈斯效应（Shubnikov–de Haas effect、SdH）是指在低温和强磁场条件下，材料的电导率随磁场变化出现振荡的现象，最初由万德尔·德哈斯和列夫·舒勃尼科夫于1930年发表。舒勃尼科夫-德哈斯效应是物质内在的量子力学性质在宏观上的一种表现。舒勃尼科夫-德哈斯效应也常常被用于确定载流子的有效质量。

## 概述
在低温和强磁场条件下，位于导带的自由电子的运动模式类似于简谐振子。若磁场强度发生变化，简谐振子的振荡周期也会随之变化，产生的能谱由朗道能级构成。这些朗道能级会进一步分裂成塞曼能级。每一朗道能级内的共振能量、塞曼能量和电子态的数量（eB/h）都会随磁场的增大而增大。当某一能级高于费米能，位于此能级的电子开始自由流动，造成材料的电输运性质和热力学性质产生周期性的振荡，其中电导率的振荡即为舒勃尼科夫-德哈斯效应。

## 理论

二维电子气中的边缘通道（edge channels）

对于盒中的二维电子气体，在有磁场的条件下，系统的能量特征值可用朗道能级来描述。如右图所示，每一能级在中央区域都较为平坦，而在边缘区域都向上弯曲。
若费米能 EF 位于图一所示的两个朗道能级之间（红色虚线），电子在材料内部的散射只发生在边缘部分。对应的电子态常被称作“边缘通道（edge channels）”。
Landauer-Büttiker 理论（弹道输运）可用于描述此类电子输运。运用 Landauer-Büttiker 理论可计算多个接触点 1 ≤ m ≤ n 之间的净电流 Im。若化学势为 µm，则
| {\displaystyle I_{m}=2{\frac {e\cdot i}{h}}\left(\mu _{m}-\sum _{l\neq m}T_{ml}\mu _{l}\right)} |  | 1 |

其中 e 为基本电荷，h 为普朗克常数，i 表示边缘通道的数量。矩阵 Tml 表示从一个不为 m 的接触点 l 传输一个电子到接触点 m 的概率。净电流 Im 在 (1) 式中由进入接触点 m 的电流和从接触点 m 传导至所有其他接触点 l ≠ m 的电流构成。

## 应用
舒勃尼科夫-德哈斯效应可以用于确定样品的二维电子密度。对于给定的磁通量 {\displaystyle \Phi }，每一朗道能级上自旋 S = 1/2 的电子的极大值 D 为：
| {\displaystyle D=\left(2S+1\right){\frac {\Phi }{\Phi _{0}}}=2{\frac {\Phi }{\Phi _{0}}}} |  | 2 |

代入磁通量量子表达式 Φ0 = h ⁄ 2e，以及磁通量 Φ = B ∙ A，式 (2) 化为：
{\displaystyle D=2{\frac {e\cdot B\cdot A}{h}}}
令 N 为单位面积上状态数量的最大值，则 D = N ∙ A 且
{\displaystyle N=2{\frac {e\cdot B}{h}}}
对于给定的 i 个边缘通道，且每一个边缘通道都在单位面积内被 N 个电子填满，单位面积内的总电子数 n 为

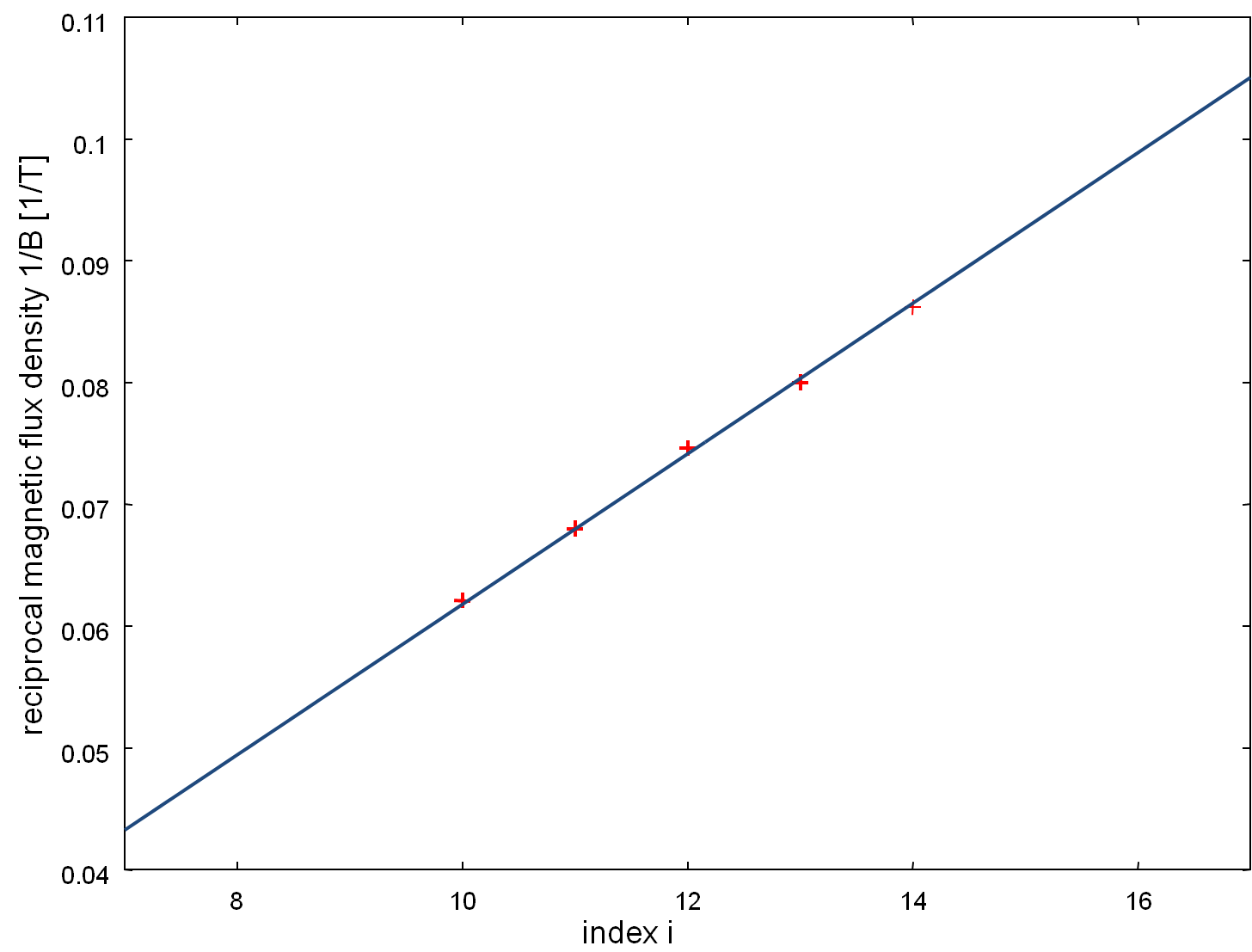
高掺杂Bi_{2}Se_{3}中测量到的舒勃尼科夫-德哈斯最小值点关于其对应的磁通量密度的倒数 1/B_{i} 呈线性相关。

{\displaystyle n=i\cdot N=2\cdot i\cdot {\frac {e\cdot B}{h}}}
单位面积内的总电子数 n 常被当作样品的电子密度。另外，
{\displaystyle B_{i}={\frac {n\cdot h}{2\cdot e\cdot i}}}
{\displaystyle {\frac {1}{B_{i}}}={\frac {2\cdot e\cdot i}{n\cdot h}}}
| {\displaystyle \Delta \left({\frac {1}{B}}\right)={\frac {1}{B_{i+1}}}-{\frac {1}{B_{i}}}={\frac {2\cdot e}{n\cdot h}}} |  | 3 |

对于给定的样品，式 (3) 右侧的物理量均为常数。若绘制边缘通道 i 关于其对应的磁通量密度的倒数 1/Bi，可得一条斜率为 {\displaystyle {\frac {2\cdot e}{n\cdot h}}} 的直线，由斜率可计算样品的电子密度 n。例如，右图中测量了高掺杂的Bi2Se3的舒勃尼科夫-德哈斯效应，并对得到的数据点进行线性拟合。根据所得的斜率 0.00618/T，可计算此样品的电子密度
{\displaystyle n={\frac {2\cdot e}{0.00618/\mathrm {T} \cdot h}}\approx 7.82\cdot 10^{14}/\mathrm {m} ^{2}}
另外，通过施加不同方向的磁场并测量振荡周期，舒勃尼科夫-德哈斯效应还能用于构建样品电子费米面的图像。

## 相关物理效应
- 德哈斯-范阿尔芬效应
- 磁阻效应

## 延伸阅读
- Schubnikow, L.; de Haas, W.J.  [Magnetic resistance increase in single crystals of bismuth at low temperatures] (PDF). Proceedings of the Royal Netherlands Academy of Arts and Science. 1930, 33: 130–133  [2018-04-12]. （原始内容 (PDF)存档于2018-04-13） （德语）.
- Schubnikow, L.; de Haas, W.J.  [New phenomena in the change in resistance of bismuth crystals in a magnetic field at the temperature of liquid hydrogen (I)] (PDF). Proceedings of the Royal Netherlands Academy of Arts and Science. 1930, 33: 363–378  [2018-04-12]. （原始内容 (PDF)存档于2019-06-05）.
- Schubnikow, L.; de Haas, W.J.  (PDF). Proceedings of the Royal Netherlands Academy of Arts and Science. 1930, 33: 418–432  [2018-04-12]. （原始内容 (PDF)存档于2016-12-26）.
- Schubnikow, L.; de Haas, W.J.  [The change in resistance of bismuth crystals in a magnetic field at the temperature of liquid nitrogen] (PDF). Proceedings of the Royal Netherlands Academy of Arts and Science. 1930, 33: 433–439  [2018-04-12]. （原始内容 (PDF)存档于2016-12-26）.